# Oxcombe
Oxcombe är en by i civil parish Maidenwell, i distriktet East Lindsey, i grevskapet Lincolnshire, i England. Byn är belägen 10 km från Louth. Oxcombe var en civil parish fram till 1936 när blev den en del av Maidenwell. Civil parish hade 47 invånare år 1931. Byn nämndes i Domedagsboken (Domesday Book) år 1086, och kallades då Oxecume/Oxetune.